# شورای اسلامی شهر میانه
شورای اسلامی شهر میانه، شورایی مرکب از ۷ نفر است که توسط مردم شهر میانه، برای تصمیم‌گیری در خصوص امور مربوط به شهرداری میانه انتخاب می‌شوند. تعداد اعضای این شورا در دوره چهارم ۹ نفر بود.دردوره￼ ششم این دوره از انتخابات که در تاریخ 28خرداد 1400،همزمان با انتخابات ریاست جمهوری برگزار شد،آقایان سعید عراقی،هادی صدری،بهنام اسدزاده،ابراهیم ایدری،مهدی امینی،اسلام صدری واسماعیل محمدی7 نفری هستند که به ترتیب به عنوان اعضای جدید شورای اسلامی شهر میانه انتخاب شدند.

## دوره پنجم
اسامی اعضای پنجمین دوره شورای اسلامی شهر میانه به ترتیب حروف الفبا:
- مهیار مهدوی
- علی اکبری
- مهدی امینی
- ابراهیم ایدری
- جعفر شاهمحمدی
- افضل حسینخانی ( که پس از استعفا در خرداد ۹۸ برای انتخابات نمایندگی حیدر رجبی جایگزین او شد)
- اسلام صدری
- محمود علیلو

## دوره چهارم
اسامی اعضای چهارمین دوره شورای اسلامی شهر میانه به ترتیب حروف الفبا:
- افضل حسینخانی
- حیدر رجبی
- جعفر شاهمحمدی
- حافظه شیخ‌الاسلامی
- اسلام صدری
- اقبال محمدحسینی
- مجید میعاد
- بهمن نعمت‌زاده
- احد یوسفی

## دوره سوم
اسامی اعضای سومین دوره شورای اسلامی شهر میانه به ترتیب حروف الفبا:
- علیرضا آریامنش (که پس از استعفا در شهریور ۱۳۹۰، حافظه شیخ‌الاسلامی جایگزین او شد.)
- حسین ابوالقاسم‌زاده
- مهدی خداویردیلو
- فرهاد شیویاری
- اقبال عبادی
- محمدعلی مددی (که پس از استعفا در تیر ۱۳۸۶، پروین امیدی جایگزین او شد.)
- صادق واعظی